# 尹欣 (画家)
尹欣（1959年—），旅法中国画家，生于中国新疆喀什，现常居巴黎。尹欣先后就读于新疆师范大学美术专科、西安美术学院版画系、澳大利亚墨尔本皇家理工学院艺术院，1994年定居巴黎。尹欣善用西方油画技法展现中国的不同方面，尤爱表现西方殖民入侵时代的中国。他曾在欧洲十九世纪的油画原作上进行再创作，添加中国元素，创作了“美达摩佛斯”作品系列。

## 生平
尹欣1959年出生于中国新疆喀什。年少时，文化大革命爆发。“复课闹革命”后，尹欣参与绘制墙报、复制政治宣传画。1970年，尹欣随父母被下放到中国新疆与蒙古国边境的农场。1977年，尹欣高中毕业，随即下乡插队。1978年，尹欣进入新疆师范大学美术专科就读。1982年，他又到西安美术学院版画系学习。1986年，他被新疆艺术学院聘为教师。两年后的1988年，他离开中国，到澳大利亚墨尔本皇家理工学院艺术院继续学习艺术。1991年，毕业后的尹欣赴欧洲游学，开始在巴黎、台湾、香港、纽约等地举办个展。1994年，他在巴黎定居。
尹欣曾试图在北京崔各庄国际文化艺术中心建立自己在北京的画廊。然而，他的画廊尚未开张，就赶上崔各庄艺术中心遭遇强拆。

## 作品
尹欣善用西方油画技法表现中国的不同方面，喜爱描绘西方殖民入侵时代的中国。他的布光方法让人联想到十七世纪法国著名画家乔治·德·拉·图尔。
尹欣创作的“美达摩佛斯”系列作品，将欧洲十九世纪的油画真迹进行再创作，融入中国元素。此举备受争议。“美达摩佛斯”即法语的“变形”（Metamorphoses），尹欣将其音译为“美达摩佛斯”。他在法国的跳蚤市场和古董商店里购买了六十余幅十九世纪的油画，大约每件几千欧元，尹欣购进时大多已残破。这些油画大多是匿名作品。即使有画家的签名，其生平也已不可考。他修补旧画上破损的部分，并对其进行再创作。他刮掉原作上某些部分的油彩，将其改画或添加新的元素。例如他曾将油画中的拿破仑三世改为溥仪，基督徒手中的圣经改为毛主席语录，大主教改为孔夫子，民间摹画的《最后的晚餐》中的耶酥和门徒改为聚会的中国妇女。尹欣自己曾说：“这些画，是我设定的前现代的中国，积贫积弱的历史时期，将那个时代人物的精神面貌借助西方技法重塑出来，重新开辟对过去的中国的别样想象，在以前没有人做过相似的事情。我称之为艺术创举。”有评论家认为，尹欣的“美达摩佛斯”将一些被人忽视的画家、作品拯救出来，赋予了新的意义，给了作品新的生命。美术史家路易丝·德·阿让古（Louise d' Argencourt）评论，尹欣的方法“给画面赋予了新的内涵，比原来反映出的更浓厚、更强烈”。也有人批评，尹欣在原作上直接做改动是对原作者的不尊重，是在侵吞他人作品，毁损了十九世纪的古画。